# 李以劻
李以劻（1912年7月2日—2004年11月8日），广东省电白县坡心镇人。中華民國軍事人物和中華人民共和國第六、七届全国政协委员。

## 生平
李以劻畢業於黄埔军校二期，陸軍大學特別班第5期,陆军步兵专校第一期。
1928年同在国民革命军第十师军官教导队学习。其时李以劻也投身舅舅所在的教导营，开始其漫长的军旅生涯 。
1932年随十九路军蔡廷锴任侍从参谋，参加一·二八事变淞沪会战，福建事变时任蔡将军警卫营长 。
1933年起任國民革命軍第十九路軍78師少校團附,第2路軍92師中校參謀、上校團長。
中国抗日战争爆發後，任第92師參謀處長、代理副師長兼參謀長，擔任過第九战区司令长官部少将高级参谋、国民革命军新编二十师少将代师长，第27集團軍新編第20師代理師長,參加過台儿庄会战、武汉会战、长沙会战  。
1945年起任国民革命军第四军軍官教導隊少將隊長,国民革命军第六军官總隊副總隊長，國民政府參軍兼華東戰地視察官，國防部高參兼粵桂南區總指揮部參謀長 。
1948年3月起任总统府战地视察官，职务相当于“钦差大臣”，经常视察黄百韬、邱清泉、李弥、刘汝明、李延年等在前线的部 。
1949年時擔任第五军中将副军长兼独立第50师师长，後又擔任第一二一军中将军长。同年李以劻在福州向中國共產黨投誠,不久便进入俘虏营。
1960年，李以劻被特赦，擔任全国政协文史专员。
1961年至1968年间，周恩来安排李以劻和末代皇帝溥儀等在北京顺承郡王府全国政协委员会做文史专员。二人结下深厚友谊。李以劻在回忆录里写道，溥仪与他家住得很近，1964年至1966年三年中，两家人每年春节都互拜新年。“街坊知道宣统来到我家拜年的消息，不少人以看李专员或李太太为名来我家，想看看‘宣统皇帝’。溥仪禁不住哈哈大笑，引以为荣。这亦算一幕喜剧。”1967年，溥仪在“文革”中住院被斗，病情恶化，李以劻在旁陪伴多时。10月16日深夜，溥仪突然清醒起来对他说：“老李啊，你不能走呀！等我二弟溥杰来你才走呀！”次日溥仪辞世。李以劻和妻子、溥仪的遗孀李淑贤和溥杰四人，一起把遗体送往八宝山火葬场 。
1980年恢复投诚人员待遇。
1981年任港澳台及海外文史资料征集组副组长。
1993年获颁全国政协“荣誉证书”。
1995年被评为全国100名抗战老战士代表之一。曾任全国政协文史资料委员会专员，第六、七届全国政协委员，黄埔军校同学会理事。
上世纪70年代,李以劻举家搬往香港。1997年7月1日，李以劻应邀出席香港交接仪式和中国香港特别行政区成立暨特区政府宣誓就职仪式。
2004年11月8日，李以劻在北京病逝。

## 人物纪念
2015年9月20日，纪念抗战胜利70周年暨《往事·南路抗战》首发式在湛江开发区举行。座谈会结束后，记者采访了专门从香港来湛出席此次会议的香港黄埔同学会理事长李龙生，听他讲述父亲——广东省高雷地区抗战名将李以劻将军的故事 。